# 下宇野令村
下宇野令村（しもうのれいそん）は、山口県吉敷郡にあった村。現在の山口市中心部の西半、山口線・湯田温泉駅の周辺にあたる。

## 地理
- 山岳：障子岳
- 河川：椹野川

## 歴史
- 1889年（明治22年）4月1日 - 町村制の施行により、下宇野令村の区域をもって、下宇野令村が発足する。
- 1915年（大正4年）7月1日 - 山口町及び下宇野令村が合併して、改めて山口町が発足する。

## 交通

### 鉄道路線
- 鉄道院
  - 山口線
    - 湯田駅（現・湯田温泉駅）

## 現在の町名
泉都町、熊野町、荻町、元町、神田町、朝倉町、湯田温泉一 - 六丁目、楠木町、赤妻町、錦町、三和町、松美町、中園町、緑町、富田原町、前町、下市町、今井町、泉町、葵一 - 二丁目（以上1965年起立）、旭通り一 - 二丁目、中央一 - 五丁目、本町一 - 二丁目、黄金町、鰐石町（以上1968年起立）、朝倉町（以上1986年起立） ほか

## 出身者
- 中原中也 - 詩人
- 渡辺世祐 - 歴史学者